# Семб-Берге, Фредрик
Фредрик Семб-Берге (норв. Fredrik Semb Berge; род. 6 февраля 1990, Шиен) — норвежский футболист, бывший защитник сборной Норвегии.

## Клубная карьера
Семб-Берге — воспитанник клуба «Одд». 9 мая 2009 года в матче против «Бранна» он дебютировал в Типпелиге. 25 июля 2010 года в поединке против «Стрёмсгодсета» Фредрик забил свой первый гол за «Одд». После нескольких удачных сезонов игрока хотел купить «Мольде», но клубы не сошлись в цене. Летом 2014 года Семб-Берге перешёл в датский «Брондбю», подписав контракт на четыре года. 20 июля в матче против «Мидтьюлланна» он дебютировал в датской Суперлиге. 31 августа в поединке против «Норшелланна» Фредрик забил свой первый гол за «Брондбю».
В 2015 года Семб-Берге вернулся на родину, на правах аренды став игроком «Мольде». 16 мая в матче против «Стабека» он дебютировал за новую команду. 1 ноября в поединке против «Викинга» Фредрик забил свой первый гол за «Мольде».
В начале 2016 года вернулся в «Одд» подписав трехлетний контракт.
11 декабря 2020 года объявил о завершении карьеры по окончании сезона.

## Международная карьера
В июне 2013 года Семб-Берге был включен в заявку молодёжной команды на участие в молодёжном чемпионате Европе в Израиле. На турнире он принял участие в поединках против Израиля, молодёжной сборной Англии и Италии. В поединке против англичан Фредрик забил гол.
8 января 2013 года в товарищеском матче против сборной ЮАР Семб-Берге дебютировал за сборную Норвегии.

## Статистика

### Матчи Семба-Берге за сборную Норвегии
| Матчи Семба-Берге за сборную Норвегии | Матчи Семба-Берге за сборную Норвегии | Матчи Семба-Берге за сборную Норвегии | Матчи Семба-Берге за сборную Норвегии | Матчи Семба-Берге за сборную Норвегии | Матчи Семба-Берге за сборную Норвегии |
| ------------------------------------- | ------------------------------------- | ------------------------------------- | ------------------------------------- | ------------------------------------- | ------------------------------------- |
| №                                     | Дата                                  | Соперник                              | Счёт                                  | Голы Семба-Берге                      | Соревнование                          |
| 1                                     | 8 января 2013                         | ЮАР                                   | 1:0                                   | —                                     | Товарищеский матч                     |
| 2                                     | 12 января 2013                        | Замбия                                | 0:0                                   | —                                     | Товарищеский матч                     |
| 3                                     | 14 августа 2013                       | Швеция                                | 2:4                                   | —                                     | Товарищеский матч                     |

Итого: 3 матча / 0 голов; 1 победа, 1 ничья, 1 поражение.